# Simetrična grupa
 Simetrične grupe ne smemo zamenjevati s simetrijsko grupo
Simetrična grupa je v matematiki grupa nad končno množico {\displaystyle n\,} simbolov, katere elementi so permutacije teh {\displaystyle n\,} simbolov in za katere je grupna operacija kompozicija teh permutacij. Permutacije so obravnavane kot bijektivne funkcije iz množice simbolov v sebe .     
Čeprav lahko simetrično grupo definiramo za neskončne množice, se bomo tukaj ukvarjali samo s končnimi simetričnimi grupami. V zvezi s tem pa z njihovo uporabo, elementi, njihovimi konjugacijami, končnimi prezentacijami ter njihovimi podgrupami.

## Definicija
Simetrična grupa nad končno množico {\displaystyle X\,} je grupa, katere elementi so bijektivne funkcije iz {\displaystyle X\,} v {\displaystyle X\,} in grupna operacija je kompozicija funkcij. Za končno množico se izrazi permutiranje in bijektivne funkcije nanašajo na isto operacijo, ki je tukaj preureditev. Simetrična grupa stopnje {\displaystyle n\,} je simetrijska grupa nad množico X = {1, 2, …, n}  
Simetrično grupo nad množico {\displaystyle X\,} označujemo na različne načine kot so SX, {\displaystyle {\mathfrak {S}}_{X}}, ΣX, and Sym(X). 
Kadar je {\displaystyle X\,} množica {1, 2, …, n} lahko simetrično grupo označimo tudi kot Sn, {\displaystyle {\mathfrak {S}}_{n},} Σn in Sym(n).
Simetrična grupa nad neskončnimi množicami se obnašajo popolnoma drugače kot simetrijske grupe nad končnimi množicami.
Simetrična grupa nad množico {\displaystyle n\,} elementov ima  red n! .
Je  Abelova grupa, če in samo, če je n ≤ 2. Za n = 0 in n = 1(prazna množica in množica z enim elementom) je simetrijska grupa trivialna grupa (ker je  0! = 1! = 1) in v tem primeru je alternirajoča grupa enaka simetrijski grupi. Grupa Sn je rešljiva grupa, če je in samo, če je n ≤ 4. to je tudi bistven del preizkusa Abel-Ruffinijevega izreka. To kaže na to, da za vsak n>4 obstajajo polinomi s stopnjo n, ki niso rešljivi s koreni. To pomeni, da rešitev ne moremo izraziti s končnim številom seštevanj, množenj, deljenj in iskanja korenov na koeficientih polinoma.